# Ebony
Ebony è una rivista mensile statunitense, dedicata alla popolazione afroamericana degli Stati Uniti.

## Storia
Fondata dall'editore di colore John Harold Johnson, ha iniziato le sue pubblicazioni nell'autunno del 1945 in concomitanza con una rivista gemella sempre di proprietà della Johnson Publishing, dal nome Jet. Le prime copertine videro personaggi come la nota cantante Lena Horne o l'attrice hollywoodiana Dorothy Dandridge, la prima attrice afroamericana a ricevere una nomination all'Oscar. La tiratura iniziale di Ebony fu di 25 000 copie, ma sul limitare del XXI secolo la rivista raggiunse una tiratura di circa 1 700 000 copie.
Seguendo le orme del più popolare e diffuso Life, Ebony si è sempre occupato di evidenziare storie di successo di persone di origine afroamericana, presentandoli in chiave positiva. Grazie a questa iniziativa editoriale per la prima volta numerose compagnie e industrie del paese iniziarono a mostrare modelle e attori di colore per le loro pubblicità all'interno del magazine di Johnson.
Uno dei co-editori della rivista è Hans Massaquoi, autore del libro autobiografico Destined to Witness, nel quale l'autore racconta la sua esperienza giovanile di ragazzo di colore cresciuto in un piccolo appartamento del distretto di Barmbek di Amburgo nella Germania nazista. Il libro è stato un best seller per diverse settimane ed ha ricevuto importanti celebrazioni dalla rivista tedesca Der Spiegel. Dall'autobiografia di Hans Massaquoi è stato prodotto un film per la televisione andato in onda il 1º ottobre 2006 sul secondo canale della televisione tedesca 2DF, con il titolo di Neger, Neger, Schornsteinfeger.
A causa del debito aziendale, del cambiamento dei gusti e di internet, Ebony e Jet hanno messo all'asta l'intero archivio fotografico che documenta 70 anni di storia afroamericana; la collezione è la più vasta documentazione fotografica sulla vita degli afroamericani della seconda metà del XX secolo.